# Роберт Геррік (поет)
Роберт Геррік (англ. Robert Herrick ; хрещений 24 серпня 1591 Лондон — 15 жовтня 1674, Дін-Прайорз, Девоншир) — англійський поет, представник групи т. з. «поетів-кавалерів», прихильників короля Карла I (на відміну від «поетів-метафізиків»), учень та друг Бена Джонсона.

## Біографія
Народився в діловій частині міста Лондон, в родині ювеліра Ніколаса Герріка, який наклав на себе руки, коли Роберту, його четвертому синові, було близько року. Навчався у свого дядька, королівського ювеліра, Вільяма Герріка. Досягши повноліття і отримавши спадщину в 400 фунтів, Геррік вступив до Кембриджу. В 1617 році отримав ступінь бакалавра, а в 1620 році — магістра.
Після закінчення навчання Геррік жив у Лондоні, де провадив дозвільне життя і користувався славою анакреонтичного лірика та майстра епіграм. У нього були високі покровителі: Ендіміон Портер, посол та придворний Карла I, Мілдмей Фейн, граф Вестморленд та граф Філіп Пемброк. У 1623 році Геррік прийняв сан священика. У 1627 році як священик він брав участь у невдалій експедиції герцога Бекінгема до острова Ре у Франції, а в 1629 році отримав у дар від короля невелику парафію Дін-Прайор , церкву св. Георга Великомученика, в Букфастлеї (Buckfastleigh), в Дартмурі, Девоншир, де служив вікарієм з 1629 по 1674 рік. Під час Громадянської війни Геррік прославляв Карла I та його перемоги, тож після поразки та полону короля у 1647 році (у т. зв. « Кромвельський період») він, як рояліст, був тимчасово вигнаний зі своєї парафії й повернувся до Лондона.
Більшість віршів Герріка була опублікована в 1648 році в поетичній збірці «Геспериди, або Твори світські та духовні» («Hesperides»), в якій представлена пасторальна, анакреонтична, релігійна лірика. Світ кохання, відтворений у поезії Герріка, — це щасливий і безтурботний світ, не схожий на світ Джона Донна чи Бена Джонсона. У світському розділі книги представлено 1130 різних віршів, що свідчать про надзвичайну різнобічність автора. Тут можна знайти і чаклунські заклинання, і оди на кшталт Горація, і пісні про природу, і застільні пісні, і вишукані дрібнички на адресу уявної дами серця, а також віршовані казки й епіграми.
Після виходу цієї книги Геррік відійшов від поетичної творчості. У 1660 році, після Реставрації королівської влади, Геррік був відновлений у правах і повернувся до своєї парафії в Девонширі, де й жив до кінця своїх днів.

## Видання
- The Poetical Works of Robert Herrick. Hrsg. von L. C. Martin. Oxford University Press 1956 (нове видання 2013).
- The Complete Poetry of Robert Herrick. Hrsg. von J. M. Patrick. New York 1963.
- The Complete Poetry of Robert Herrick. Hrsg. von T. S. G. Cain und Ruth Connolly. Oxford University Press 2013.

## Українські переклади
Деякі вірші Герріка переклав українською Михайло Орест.